# アンセムンド
アンセムンド （ラテン語: Ansemundus フランス語: Ansemond, Ansemund　754年没）は、ゴート人のニーム伯。
8世紀中盤までセプティマニア（フランス南部）のゴート人はイスラーム勢力の支配下にあったが、752年、ニーム、モーギオ、アグド、ベジエのゴート人の伯たちがアンダルス政権から離反し、ピピン3世による政変が成功したばかりのフランク王国に忠誠を誓った。アンセムンドはこれらのフランク王国についた諸市に影響力のある人物だったようである。752年、彼らはフランク軍とともにナルボンヌを包囲したが、このナルボンヌ包囲戦は7年にわたる非常に長期にわたるものとなった。その中途、754年にエルメニアルド率いる反フランク勢力の攻撃にあい、アンセムンドは戦死した。エルメニアルドの乱はその後大きな成果を上げることもなく鎮圧され、ピピン3世はラドゥルフを新たなフランク・セプティマニアの伯に任じた。